# Valdepeñas

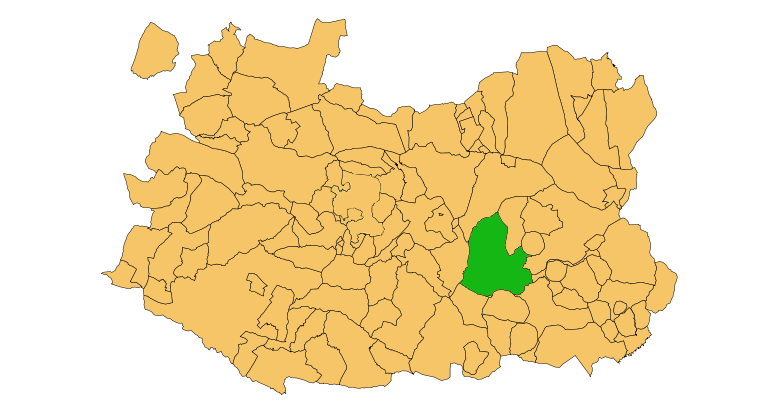
Localização de Valdepeñas

Valdepeñas é um município da Espanha na província de Ciudad Real, comunidade autónoma de Castilla-La Mancha, de área 487,6 km² com população de 28 553 habitantes (2008) e densidade populacional de 55,94 hab/km².

## Demografia
| Variação demográfica do município entre 1991 e 2004 | Variação demográfica do município entre 1991 e 2004 | Variação demográfica do município entre 1991 e 2004 | Variação demográfica do município entre 1991 e 2004 |
| --------------------------------------------------- | --------------------------------------------------- | --------------------------------------------------- | --------------------------------------------------- |
| 1991                                                | 1996                                                | 2001                                                | 2004                                                |
| 25 067                                              | 26 217                                              | 26 269                                              | 27 274                                              |

## Cidade-irmã
- Cognac, França